# Li Bai
Li Bai, Li Po ou Li Bo (chinês: 李白, pinyin: Lǐ Bái, Wade-Giles: Li Pai) (701 — 762) foi um dos maiores poetas chineses da dinastia Tang. O caráter 白, pronunciado bái em mandarim moderno, tinha no passado uma pronunciação alternativa pó, motivo pelo qual seu nome transcrevia-se antigamente como Li Po, representação segundo o sistema Wade-Giles.
Conhecido como o poeta imortal, encontra-se entre os mais estimados líricos da história da literatura chinesa. Aproximadamente mil poemas seus chegaram aos nossos dias.
As primeiras traduções para uma língua ocidental foram publicadas em 1862 por Marie-Jean-Léon no seu Poésies de l'Époque des Thang. Em inglês, os trabalhos de Li Bai foram introduzidos pela publicação de Herbert Allen Giles, História da Literatura Chinesa, em 1901, e através da liberal, mas poeticamente influente, tradução da versão japonesa de seus poemas feita por Ezra Pound.
De linguagem menos subjetiva que Du Fu, o outro grande poeta do período Tang, é citado por Ezra Pound em ABC of writing como o maior exemplo da visualidade da poesia chinesa, característica mais típica desta em relação à poesia ocidental, poesia que o poeta-crítico considera o ápice da imaginação visual em poesia.[carece de fontes?] Li Bai é muito conhecido por representações inusitadas e uma influência taoista em sua poesia, ao mesmo tempo que por suas loas ao vinho e à música como veículos de alegria e/ou transformação da percepção sensorial. Assim como Du Fu, Li Bai passou grande parte da sua vida viajando, situação que ocorreu em parte graças à sua confortável situação econômica durante certo tempo, mas também devido ao exílio político. Segundo uma tradição, diz-se que teria morrido afogado no rio Yangzi quando caiu de seu bote ao tentar abraçar o reflexo da Lua, estando sob os efeitos do álcool.
Foi traduzido em português por Cecília Meireles, entre outros. Sua obra exerceu uma grande influência na cultura literária chinesa e permanece popular até hoje, sendo apreciada também no Ocidente.

## Biografia
Li Bai, contemporâneo de Wang Wei, foi o filho de um mercador rico. Seu lugar de nascimento é incerto, mas um candidato é Suiye, na Ásia Central (nas cercanias do atual Tokmak no Quirguistão). Quando tinha cinco anos de idade sua família mudou-se para Jiangyou, perto da moderna Chengdu na província de Sichuan.
Foi influenciado pelo pensamento confuciano e taoísta, mas finalmente sua herança de família não permitiu grandes oportunidades dentro da aristocrática dinastia Tang. Apesar de expressar seu desejo de tornar-se oficial, não se apresentou ao exame de serviço civil chinês. Por outro lado, com 25 anos dedicou-se a viajar pela China, desenvolvendo uma personalidade selvagem e livre, muito ao contrário das ideias prevalecentes de um cavaleiro confuciano correto.
É considerado fundador também de um estilo de kung-fu chamado Os oito imortais bêbados, estilo taoísta difícil de executar, que requer muitas faculdades físicas na sua aprendizagem e baseia-se em enganar o oponente com movimentos extravagantes, titubeando, ações desconcertantes e sem continuidade lógica (este estilo foi celebrizado pelos filmes de artes marciais de Jackie Chan na década de 1970). Esta imagem fascinou tanto os aristocratas como as pessoas comuns e Li Bai foi finalmente apresentado ao imperador Xuan Zong em 742.
Foi-lhe outorgado um cargo na Academia Hanlin, que formava intelectuais expertos para a corte imperial. Li Bai permaneceu durante menos de dois anos como poeta ao serviço do imperador, mas foi finalmente despedido por uma indiscrição desconhecida. Em consequência,  vagou pela China durante o resto sua vida. Conheceu a Du Fu no outono de 744 e voltou-o encontrar o ano seguinte. Estas foram as únicas ocasiões em que se encontraram, mas sua amizade continuou sendo muito importante para Du Fu (existem ainda uma dúzia dos seus poemas relacionados com Li Bai, comparado com somente um de Li Bai a Du Fu). No momento da rebelião de An Lushan envolveu-se numa revolta subsidiária contra o imperador, embora não se conheça com segurança em que medida se tratasse de uma ação voluntária -Li Bai soube manter uma posição ambígua mediante a elaboração de poemas que não determinavam claramente sua postura para os sublevados-. O insucesso da rebelião teve como consequência o seu segundo exílio para Yelang. Foi absolto antes de terminar o seu desterro.
Li Bai faleceu em Dangtu, atual Anhui. Alguns eruditos crêem que sua morte foi o resultado de um envenenamento por mercúrio logo de um longo historial de consumo de escolheres taoístas para a longevidade, enquanto outros crêem que faleceu por envenenamento com álcool. A lenda romântica sobre a morte de Li Bai fala do falecimento de um poeta, quando uma noite passeava em barca, ébrio, e lançou-se à água para abraçar o reflexo da lua, afogando-se. Li Bai é retratado em Wu Shuang Pu (無雙 譜, Tabela de Heróis Inigualáveis) por Jin Guliang.

## Poesia

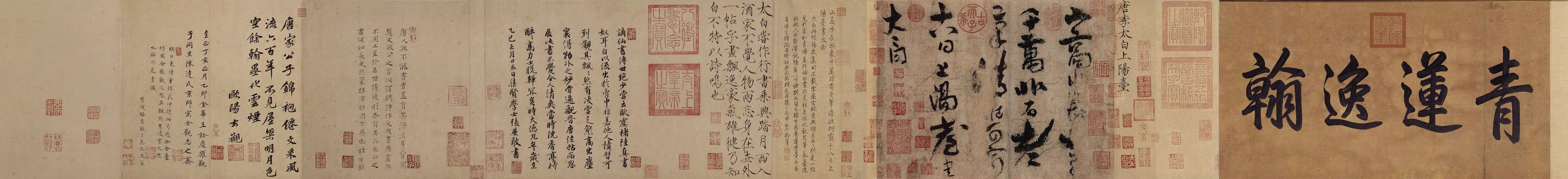
A único manuscrito ainda existente feito de próprio punho por Li Bo.

Mais de mil poemas são atribuídos a ele, mas a autenticidade de muitos deles é incerta. É mais conhecido por seus poemas fu yue e "shi", que são intensos e muitas vezes fantásticos. Está frequentemente associado com o taoísmo: existe um forte elemento desse em suas obras, tanto nos sentimentos que expressam como no seu tom espontâneo.
Assim como o gênio de Mozart, existem muitas lendas sobre o esforço com que Li Bai compunha sua poesia. Dizia-se que era capaz de compor a uma velocidade espantosa, sem correção. A grande quantidade era favorecida pela poesia shi de "forma antiga" (guti), devido à sua liberdade estilística, bem como a forma jueju (quadras de cinco ou sete caracteres), das quais ele compôs cerca de 160 poesias. O uso da linguagem por Li Bai impressiona pela sua imaginação extravagante e por comunicar sua personalidade de espírito livre diretamente com o leitor. Suas interações com a natureza, a amizade, o seu amor pelo vinho e sua aguçada observação sobre a vida são a base de seus melhores poemas. Alguns, como o Changgan xing (traduzido por Ezra Pound como The River Merchant's Wife: A Letter (A Esposa do Comerciante do Rio: Uma Carta), registra as dificuldades ou as emoções das pessoas comuns. Também escreveu poemas oblíquos alusivos às mulheres.
Em seus poemas, Li Bai tentou evitar o uso de palavras obscuras e referências históricas. Sua habilidade para criar o extraordinário fora do padrão era um dom incomum entre seus contemporâneos e foi provavelmente a razão pela qual ele foi considerado o "Deus do Poema". O fato de seu apelido chinês ser "詩仙" (shīxiān, que se traduz literalmente em transcendente/imortal da poesia) ajuda a comprovar isso. A espontaneidade de sua linguagem combinada com a extravagância de sua imaginação distinguiam Li Bai de qualquer outro poeta na história da China.
Um dos mais famosos poemas de Li Bai é Bebendo Sozinho ao Luar (月下獨酌, pinyin: Yuè Xià Dú Zhuó), um bom exemplo de alguns dos mais famosos aspectos de sua poesia - um poema espontâneo, cheio de imagens naturais e antropomorfismo.
| "Pensamentos na noite quieta" |                            |                                               |
| 静夜思                        | Jìng yè sī                 | Pensamentos na noite quieta                   |
| 床前明月光                    | chuáng qián míng yuè guāng | A lua brilha em frente à cama,                |
| 疑是地上霜                    | yí shì dì shàng shuāng     | me pergunto se é gelo no chão.                |
| 举头望明月                    | jǔ tóu wàng míng yuè       | Levanto a cabeça e vejo o luar,               |
| 低头思故乡                    | dī tóu sī gù xiāng.        | baixo a cabeça pensando na minha terra natal. |

Notas da tradução:
1. 静 (jìng) pode significar quieto(a), calmo(a), silencioso(a) ou se referir a algo que não se move.
2. 故乡 (gùxiāng) significa: terra natal, lugar de nascimento.'

## Influência
Li Bai é influente no Ocidente em parte devido às versões de Ezra Pound de alguns de seus poemas na coleção Cathay, tais como The River Merchant's Wife: A Letter (A Esposa do Comerciante do Rio: Uma Carta). Suas ideias subjacentes tiveram um profundo impacto na formação da poesia imagista e modernista americana ao longo do século XX. Além disso, Gustav Mahler integrou quatro das obras de Li Bai em seu ciclo de música sinfônica Das Lied von der Erde. Estavam em uma tradução livre do alemão por Hans Bethge, publicada em uma antologia chamada Die chinesische Flöte (A Flauta Chinesa) e Bethge baseou sua versão pioneira na tradução para o francês de Saint-Denys. Há outra impressionante definição musical dos versos de Li Po pelo compositor norte-americano Harry Partch, cujo Seventeen Lyrics by Li Po (Dezessete Letras de Música por Li Po) para entoação de voz e viola adaptada (um instrumento inventado pelo próprio Partch) são baseados nos textos de The Works of Li Po, the Chinese Poet (Os Trabalhos de Li Po, o poeta chinês) traduzidos por Shigeyoshi Obata.
Simon Elegant romanceou a vida de Li Bai em sua obra de 1997, A Floating Life (Uma Vida Flutuante). Uma cratera do planeta Mercúrio foi nomeada em sua homenagem.
Em ambas as versões do filme em 360º do Epcot no pavilhão da China, Li Bai serve como narrador e guia do filme.

### Poetas da dinastia Tang
- Bai Juyi
- Li Bai
- Wang Wei
- Tu Fu
- Liu Zongyuan
- Jo Tao
- Yu Xuanji
- Han Shan
- Meng Jiao
- He Zhizhang
- Li He